# Helle Teichrandschwebfliege
Die Helle Teichrandschwebfliege (Parhelophilus frutetorum) ist eine Fliege aus der Familie der Schwebfliegen (Syrphidae).

## Merkmale
Die Fliegen haben eine Körperlänge von 8 bis 10 Millimetern. Ihre Stirn trägt lange gelbe und schwarze Haare, was sie von der sehr ähnlichen Dunklen Teichrandschwebfliege (Parhelophilus versicolor) unterscheidet, die eine gelb behaarte Stirn hat. Die unbehaarten Facettenaugen sind schmal voneinander getrennt. Die Gesichtsfront fällt relativ flach nach unten ab, bei der ähnlichen Art ist sie leicht nach außen gewölbt. Das Mesonotum ist mattschwarz und trägt vier gelbe Längsstreifen. Das rotgelbe Schildchen (Scutellum) ist schwarz behaart. Der schwarze Hinterleib trägt gelbe Seitenflecke. An den Flügeln ist die Ader R4+5 eingebuchtet. Die Beine sind rotgelb, die Schenkel (Femora) überwiegend schwarz. Die Schenkel der Hinterbeine sind stark verdickt und haben bei den Männchen an der Unterseite einen pinselförmig schwarz behaarten Höcker. Dieser Höcker fehlt bei der Dunklen Teichrandschwebfliege.

## Vorkommen und Lebensweise
Die Art ist in Europa und östlich bis nach Sibirien und Zentralasien verbreitet. Sie tritt in Mitteleuropa verbreitet, besonders in Sumpfgebieten, auf sumpfigen Wiesen und in der Nähe von kleinen stehenden Gewässern auf. Die Flugzeit reicht von Mai bis August, das Abundanzmaximum liegt im Juni. Die Imagines kann man beim Blütenbesuch bevorzugt an Wiesen-, Sumpf- und Wasserpflanzen beobachten. Sie halten sich in Gewässernähe auf.

## Belege